# 湯川町 (北海道)
湯川町（ゆのかわちょう）は、かつて北海道亀田郡にあった町。1939年（昭和14年）、函館市に編入された。現在の函館市役所湯川支所管内にあたる。

## 概要
松倉川水系流域の一部と汐泊川水系の中・上流流域に当たる地域。中心部は松倉川下流に位置し、海底火山銭亀火山由来と推定されている湯の川温泉がある。この温泉は元々治療用に細々と使われていた。1863年（文久3年）に100℃近い高温の湯が出て、温泉宿があった時期もある。
函館市への編入合併理由は飲料水確保の問題解決などである。松倉川は当時上流に鉱山があり、鮫川は流量が少ないから水源を確保できない問題があった。

### 松倉川流域

#### 歴史概要
松倉川流域側の村の成立時期は不明であるが、文明年間（1469年-1486年）に南部の田名部（たなぶ）より農民の浜道安兵衛、同じく南部の横浜より漁民の小林権兵衛が移住したといわれる。その後1654年（承応3年）に改築された湯倉神社の薬師堂の付近の集落を湯川村といった。村名の由来は明治時代の教育者、永田方正が北海道蝦夷語地名解(永田地名解)にてアイヌ語由来の地名でユ・ペツ(湯の・川)が語源と紹介している。主に下北半島より渡ってきた漁師が次第に定着し、昆布と鰯（いわし）などの漁業とその合間に薪や炭を作っていた。のちに松倉川を挟んで個別に集落ができた経緯から西岸を下湯川村、東岸を上湯川村と分村した。分村時期は不明であるが函館市史通説では1875年（天明5年）3月の「蝦夷拾遺（勘定奉行の松平秀持が青島俊蔵、佐藤行信らに蝦夷地調査を命じた。その調査記録）」には上下湯川村が記載されていることからその頃と考えられている（明治時代に合併して上下分村で無くなっている）。
かつては鮫川の上流域に当たる鍛冶村の村域とみなされたこともある。
1883年（明治16年）に下湯川村より松倉川河口域を分離させて根崎村が分村した（下湯川村字根崎、字弥右衛門川、字寒坂、字土場、字高松にあたる地域）。「函館支庁管内町村誌」によるとこの地域の住民は志苔村（現在の函館市役所銭亀沢支所管内の一部）の分家が多い。1902年（明治35年）4月1日に北海道二級町村制施行により銭亀沢村大字根崎村となった。なおこの地域で温泉「根崎温泉」が発見されるのは、1902年（明治35年）のことで、湯倉神社付近の「下湯川村の湯の川温泉（1453年（享徳2年））」からみるとかなり最近のことである。
明治時代、函館区からの交通は大森浜の砂地の細道をたどるか鍛冶村を通り松倉川の支流鮫川に架かる鮫川橋に至るルートがあったが、1887年（明治20年）、亀田村から鮫川橋に向かう道路が開通し、その後この道路の悪路対策で馬車鉄道、函館市電の前身となる函館馬車鉄道が敷設され利便性が高まった。
陸軍省告示第11号（1898年<明治31年>9月28日）で、上湯川村および下湯川村の両村域が、「函館要塞地帯近傍の測量等制限区域」と明示された。

#### 地理
地形は西側が、函館市街地高台からなる函館段丘（大淵は松柏台と呼んでいる）がある。前面の段丘崖は現在の駒場町から湯川町に下る坂で表されている。現在の日吉町・花園町・高丘町・高松町・瀬戸川町・函館空港等は日吉町段丘の上である。その間は低湿地で鮫川が流れる。

#### 気候
気候は暖流の対馬海流（津軽暖流）の影響を受け比較的温暖であり降雪は少ない。

### 汐泊川流域
汐泊川流域側は亀尾村の頁を参照。

## 歴史

### 沿革
- 紀元前2500年 - 湯川貝塚が作られる。
- 1453年（享徳2年）頃 - 伝説であるが、木こりが湯の川温泉を発見
- 1469年-1489年 - （文明年間） 南部より農民および漁民の移住者の記録あり
- 1617年（元和3年） - 湯倉神社が創建される（松前藩の調査による）。
- 1653年（承応2年） - 湯の川温泉 (北海道)が開湯。
- 1664年（寛文4年）7月 - 川濯神社（ゆの川村→下湯川村→根崎村→銭亀沢村→函館市根崎町）が勧請、鎮祭[6][7]。
- 1700年（元禄13年） - 元禄国絵図に「ゆの川村」 と記載される。
- 1731年（享保16年） - 津軽一統志に「ゆの川村小川あり家八軒」と記載される。
- 1785年 （天明5年）頃 - 江戸幕府では上湯川村と下湯川村に分かれていることを確認している（蝦夷拾遺）。
- 1788年（天明8年） - 古川古松軒が東遊雑記にて湯の川には温泉あり湯治客で賑わうと記する。
- 1807年（文化4年） - 天領となる。
- 1855年 （安政2年） -  汐泊川中・上流域の銭亀沢村字目名（亀尾地区）にて庵原菡斎をリーダーとして開拓が開始され、その成果により江戸幕府の御手作場｢銭亀沢村地先亀ノ尾御手作場｣が設けられる。
  - 1859年（安政6年） - 箱館港が貿易港として開港する。
- 1859年（安政6年） -  斎藤三平が亀尾にて石崎海岸の砂鉄を用いて製鉄を試みる（鉄山町の地名の由来）
- 1863年（文久3年） - 和泉仁左衛門が初めての温泉宿を開業させる。
- 1867年（慶応3年） - 銭亀沢村字目名（亀尾地区）が亀尾郷、上湯川村続鷲ノ巣が鷲ノ巣郷、下湯川村続深堀郷が深堀郷になる。

明治政府への引き継ぎと箱館戦争
- 1868年（慶応4年）閏4月 - 箱館奉行（江戸幕府、杉浦誠）から箱館裁判所（明治政府、清水谷公考）へ政務の引き継ぎが行われる。
- 1868年（明治元年） - 箱館戦争

箱館戦争後(1869年-)
- 1869年（明治2年） - 開拓使が設置され渡島国亀田郡上湯川村、渡島国亀田郡下湯川村、亀尾村、鷲巣郷（現・函館市高松町付近）、深堀郷となる。

開拓使時代(1871年-)
- 1873年（明治6年） - 鷲巣郷が鷲巣村、深堀郷が深堀村になる。
- 1875年（明治8年）1月22日 - 湯ノ川（ゆのかわ）郵便局（五等）開設[8]
- 1879年（明治12年） - 上湯川村に鷲巣村が編入合併。下湯川村に深堀村が編入合併。

函館県時代(1882年-)
- 1883年（明治16年）
  - 月日不明 - 下湯川村から根崎村を分割。銭亀沢村へ編入。
  - 月日不明 - 上湯川村から旧・鷲巣村を分割、銭亀沢村へ編入。
- 1885年（明治18年） - 福井県出身の石川藤助がボーリングを試み、翌年鮫川（現函館市湯川町一丁目）にて湯脈を掘り当てる。

内務省北海道庁時代(1886年-)
- 1887年（明治20年）5月 - 現五稜郭公園前停留場-湯川間の道路（現北海道道83号函館南茅部線の一部）が開通する。
- 1891年（明治24年） - 坂田孫六が投石による人工礁を以降20年間かけて造成、昆布養殖を可能とした。
- 1896年（明治29年） - 函館共同競馬会によって函館競馬場が柏野（現·駒場町）に建設された。
- 1898年（明治31年）4月30日 - 上湯川村に天使の聖母トラピスチヌ修道院が創立される[9]。
- 1898年（明治31年） - 12月12日 馬車鉄道「函館馬車鉄道」開通
- 1902年（明治35年）
  - 4月1日 - 亀田郡上湯川村、下湯川村、亀尾村が合併し、二級町村制施行により湯川村となる。
  - 月日不明 - 根崎温泉発見[10]
- 1907年（明治40年） - 亀田鉱山発見
- 1910年（明治43年） - 湯川-戸井間に馬車が運行開始。
- 1913年（大正2年）6月29日 - 函館水電（現・北海道電力）によって馬車鉄道が路面電車化する（帝国電力、大日本電力、道南電気軌道を経て現・函館市企業局交通部（函館市電））。
- 1918年（大正7年） - 北日本製紙湯川工場操業開始
- 1918年（大正7年）10月10日 - 旭自動車が日本初の専用自動車道路（現・国道278号の一部、漁火通り）を開通させ、大門-湯川間のバス路線を開業させる。
- 1919年（大正8年） -  戸井湯の川乗合自動車（中宮亀吉）が湯川-戸井間にバス路線を開業させる[11]。
- 1920年（大正9年） - 旅館経営者の岩見次郎が娯楽場「新世界」開設（動物舎や演芸館、竜宮門などを設置）[12]
- 1920年（大正9年） 戸井湯の川乗合自動車が馬車を運行していた藤野清次に譲渡され、藤野自動車として運行が引き継がれる[11]。
- 1921年（大正9年）5月 - 水上自動車が湯川-戸井間にバス路線を開業させる[11]。
- 1923年（大正12年）
  - 4月1日 - 一級町村制施行
  - 12月14日 - 村営温泉竣工
- 1925年（大正14年）
  - 10月1日 - 川汲山道新道が開通。自動車が通行可に。鱒川峠経由の鱒川道より亀尾経由へルートが変更される。
  - 月日不明 - 娯楽場「新世界」が閉鎖され函館水電が湯の川遊園地を営業（昭和初期まで）[12]。
- 1928年（昭和3年） - 昭和天皇即位後の大嘗祭の際に昆布を献上
- 1933年（昭和8年）- 温泉の振興目的で湯川・根崎温泉座談会が組織される[13]。

函館大火（昭和9年）から合併へ
- 1934年（昭和9年）- 日米選抜野球大会第2戦開催（湯の川球場）。
- 1935年（昭和10年）- 函館市より上水道の供給開始（区域外供給）。
- 1936年（昭和11年）6月1日 - 町制施行により湯川町となる。
- 1937年（昭和12年）- 未成線の鉄道戸井線が着工。
- 1939年（昭和14年）4月1日 - 函館市に編入。人口10,021人、面積200.54 km2。合併時の町長は辻松新左衛門。

### 人口の変遷
1902年3村合併時
- 上湯川村 665人
- 下湯川村 1,343人
- 亀尾村 1,036人
- 合計 3,044人
- 1920年10月1日国勢調査 1,028世帯 5,150人
- 1925年10月1日国勢調査 1,124世帯 5,657人
- 1930年10月1日国勢調査 1,263世帯 6,764人
- 1935年10月1日国勢調査 1,798世帯 9,359人

## 大字名・字名
1936年（昭和11年）10月現在の湯川町の大字名・字名は下記の通り。
アイヌ語地名についての詳細はアイヌ語および北海道の地名・駅名の頁も参照されたい。

### 大字下湯川村
- 字湯浜町 - 湯の川温泉の海岸部に位置することから命名される。旧字湯川尻。
- 字駒場町 - 旧地名は柏野。現在は地名の由来である中央競馬函館競馬場、函館市企業局交通部（函館市電）の駒場車庫前停留場及び、競馬場前停留場がある。かつては函館水電運営で函館太洋倶楽部の本拠地の柏野野球場があったが、その跡地はのちの駒場車庫である。
- 字鮫川町 - アイヌ語地名でシャモ(和人)より。寒川、佐女川とも書いた。松倉川の支流、鮫川が流れる。1936年（昭和11年）より。1961年（昭和36年）以降は湯川町1丁目の一部になった。1920年（大正9年）に岩見二郎が娯楽場「新世界」を開設し、京都の清水寺を模した清水堂（現在の善宝寺）も建てられた。1922年（大正11年）以降の函館水電経営の「湯の川遊園地」を経てその跡地に現在は函館市民会館、函館アリーナがある。その最寄りは函館市企業局交通部の函館アリーナ前停留場がある。
- 字深堀町 - 下湯川村続馬喰谷津または馬喰谷地→下湯川村続深堀→深堀郷→1873年（明治6年）深堀村→1879年（明治12年）下湯川村に再度編入、現在は深堀町。松倉川支流鮫川の中流域で、崖が深い堀のようになっていることから名付けられた。厩肥の捨て場であったところを安政年間、江戸幕府の保護の下、庵原菡斎らにより田畑の開発が行われ、下湯川村続深堀御手作場（下湯川村御手作場）と呼ばれた。その後箱館奉行へ一村立を願い出て、下湯川村から深堀郷として独立。1938年（昭和13年）に函館市営バス車庫（深堀町バス車庫）が置かれた。この地にある自衛隊通りは1939年（昭和14年）まで湯川町と函館市との境界。戦後は国鉄職員住宅（鉄道公舎）や函館市営住宅が建設された。
- 字湯倉町 - この地にある湯倉神社の名前より。湯倉の語源ははっきりしていないが松倉川、湯川と志苔の中間にあった館の与倉前館(志苔館の支館。根崎保育園付近にあったと言われている)ではないかと言われている。1961年（昭和36年）以降は湯川町2丁目と花園町の一部。
- 字榎本町 - 五稜郭に立て籠った徳川幕府軍の大将榎本武揚より。一部は湯川町2丁目に編入。
- 字花園町 - 種苗店の花畑があったことから、それにちなんだ。1936年（昭和11年）からの地名で、新編=函館町物語によると湯川村大字下湯川村字芳堀、同字芦堀、同字寺野、同字寺下、同字寺野下、同字寺ノ下の各一部が合わさっている。のちに亀田村大字鍛治村のエリアだった本通町の一部を編入して花園町としている。1976年（昭和51年）10月までHBC函館ラジオ送信所が置かれた[15][16]。
- 字戸倉町 - 神山氏地名解では地名由来不明。須藤隆仙は古書に湯川の隣を「いくらまえ」としており、居蔵…倉庫があったのではないかと推測している。
- 字上野町 - 丘の上の原野だったから命名。
- 字日吉町 - 旧字寺野。1879年（明治12年）に北海道開拓会社の開進社が勧請した日吉神社にちなみ命名した1936年（昭和11年）からの地名。神社は現在日吉町にはなく、1970年（昭和45年）湯川町2丁目に移転(開進社については岩橋謹次郎の項が詳しい)。開進社により開墾された地域。現在は函館バス日吉営業所、函館ラ・サール学園がある。かつては北海道函館北高等学校があった。
- 字高丘町 - 小高い丘の意味で1936年（昭和11年）に設定された[17]。現在は函館大学がある。
- 字見晴町 - 香雪園と言われた見晴公園にちなむ。
- 字滝沢町 - 旧・滝の沢。沢の奥に小さな滝があるのにちなむ。1936年（昭和11年）設定[18]。
- 字鈴蘭丘 - スズランが咲く丘だったことより命名。1966年に鈴蘭丘町に変更。1970年から函館市が運営していたゴミ埋め立て処分場、中の沢ごみ埋立処分場があった。現在は東山町にまたがる函館臨空工業団地がある。
- 字寅沢 - 字名由来不明。1887年（明治20年）硫黄鉱脈発見。松倉鉱山、三森鉱山他があり、鉱山労働者とその家族の町であった。

### 大字上湯川村
- 字上湯川 - 1936年（昭和11年）からの地名。現在は上湯川町。昭和43年以降市営住宅が建設される。
- 字旭岡 - 松倉川左岸段丘。朝日が望める丘との意で1936年（昭和11年）からの地名。
- 字銅山 - 銅山があったことにちなむ。
- 字鱒川 - 現在鱒川町。域内を流れる松倉川で鱒が釣れたのにちなむ。函館への薪炭の供給地、川汲峠を経て旧南茅部町方面への交通の中継地として開けた（鱒川道、のちに亀尾経由になり廃れた）。1944年（昭和19年）には臼尻村村長が臼尻から鱒川へ通じる産業道路の開削の具申している（のちの松倉林道線）。
- 字三森 - 三森山にちなむ。三森山は三盛山とも書き3つの盛り上がりがあるからこう呼ばれている。

### 大字亀尾村
元々は銭亀沢村字目名。亀尾村の頁も併せて参照。旧字名は「亀尾歴史物語」小宮鶴吉編より。
- 字米原 - 米がよくとれるところ。
- 字庵原 - この周辺を開拓した水戸藩士庵原菡斎にちなむ。1965年（昭和40年）より庵原町。
- 字鉄山 - 安政年間末にたたら吹きによる製鉄が行われた地域でそれにちなんだ。旧字名は下記の通り。
  - 野広場 - 明治初期まで非公式に鉄山と言われていた場所。1859年（安政6年）春に南部の斎藤三平が石崎海岸の砂鉄を用いて製鉄を試みたとされる[19]。
  - 舟木
  - 蕨岱
  - 専太郎沢
  - 十勝沢
  - ホド山
  - 鍋毀
  - 菅野
  - 日影淵
  - 桂岱
  - 谷地山
  - 桂岱道
- 字蛾眉野 - 雁皮(がんび、シラカバ)の林が広がっていたので雁皮野と呼ばれていた。それが転じた。湯川町の函館市編入合併後は1946年に一部を銭亀沢村へ分割編入。1966年に蛾眉野町になる。
- 字紅葉山 - 現・紅葉山町。亀尾地区の山林地帯の紅葉の美しさをたたえたのが地名の由来。旧字名に野田府または野立府（のだっぷ）など。北海道開拓初期までは函館から川汲への経由地の一つ。昭和初期から終戦時にかけて函館師範学校（北海道教育大学教育学部の前身）の農園があった。現在矢別ダムがある。北海道道83号函館南茅部線、川汲峠の頁も参照されたい。旧字名は下記の通り。
  - 桂岱
  - 桂岱道
  - 野田府 - アイヌ語地名で「山下の川添の平地」を意味する 。明治中期に20戸ほど入植したものの降霜が早く作物が実らず、耕作を諦めた。
  - 馬揚 - 1925年（大正14年）までは函館方面へはここ一本木（現・馬揚）より鱒川峠を越えて鱒川を経由する鱒川道（ますかわみち）を利用した。茶屋が2軒あった。
  - 古野田府
  - 野田辺 - 駅逓所が設けられた地。
  - 野田部
  - 西股沢 - 「西股川の沢」より。小中太三郎によると炭焼竈が多く、沢はマムシの多いところだったという。

## 教育
1939年合併時、高等尋常小学校2校、尋常小学校3校あった。合併後函館市に引き継がれている。
- 高等尋常小学校
  - 湯の川高等尋常小学校 - 1880年（明治13年）9月12日開校。湯の川国民学校を経て湯川小学校。
  - 亀尾高等尋常小学校 - 1892年（明治25年）3月3日開校。亀尾国民学校を経て亀尾小学校。2019年（平成31年）3月31日閉校。上湯川小学校へ統合。
- 尋常小学校
  - 寅沢尋常小学校 - のちの寅沢国民学校
  - 蛾眉野尋常小学校 - 明治35年9月30日開校。蛾眉野国民学校へて蛾眉野小学校。2002年（平成15年）3月31日閉校。亀尾小学校へ統合。
  - 鱒川尋常小学校 - 1901年（明治34年）5月15日開校。のちの鱒川国民学校

## 産業
漁業
- 昆布養殖 - 同町の海岸は砂浜であり昆布がとれなかったので銭亀沢村根崎との協定を結び昆布漁を行っていた。のちに坂田孫六が研究し、1891年（明治24年）以降20年間かけて投石による人工礁を造成、養殖を可能とした（坂田翁遺徳碑、または連綿徳の碑とも、湯倉神社境内）[20][21][22]。1928年（昭和3年）昭和天皇即位後の大嘗祭の際に昆布を献上した（大嘗祭昆布共進記念碑々陰、湯浜町、函館漁業協同組合湯の川支所前）[23]。1910年（明治43年）以降は村民が事業を継承する[24]。

鉱工業
地域には亀田鉱山などの小規模鉱山が存在していた。
- 亀田鉱山 - 銅山。久原鉱業、大正時代に開発され、1949年（昭和24年）から1953年（昭和28年）に残鉱処理がされた。ほとんど堀尽くされている。1909年（明治44年）の調査では鉱量が約27万トン、品位は銅平均2%以下[26]。
- 三森鉱山

## 災害
- 大火 - 1954年（昭和29年）5月12日午前1時6分発生、午前2時30分鎮火。36棟104戸（全焼87戸、半焼17戸）、1,439坪を焼失した[27]。

## 遺跡
- 湯川貝塚 - 縄文時代後期（紀元前2500年前）ごろの貝塚で湯川2丁目、湯倉神社北側から国鉄旧・戸井線（現・緑園通）の間約150mの範囲にあった[28][29]。